# جلان كوفي
جلان كوفي (بالإنجليزية: Glen Coffee)‏ هو لاعب كرة قدم أمريكية أمريكي، ولد في 1 مايو 1987 في فورت والتون بيتش في الولايات المتحدة.

## وصلات خارجية
- جلان كوفي على موقع مرجع كرة القدم المحترفة.كوم (الإنجليزية)